# Університет BIMM
Університет BIMM — приватний університет, який спеціалізується на музиці, кіно, виконавському мистецтві та творчих технологіях. Організований у чотири академічні школи: Музичний інститут BIMM, Інститут сучасного театру, Школа екрану та кіно та Коледж виконавців. Курси проводяться у восьми міських кампусах, розташованих у Великій Британії, Ірландії та Німеччині.
Був заснований у 2001 році як Брайтонський інститут сучасної музики. Змінив назву на Британський та Ірландський інститут сучасної музики у 2011 році після відкриття свого кампусу в Дубліні, перш ніж скоротити назву на Інститут BIMM у 2018 році. У 2022 році отримав статус університету, а назву змінив на нинішню.

## Історія
BIMM був заснований у 2001 році Деміаном Кізом, Кевіном Ніксоном, Брюсом Дікінсоном і Сарою Клейман, які згодом продали інститут компанії Sovereign Capital у березні 2010 року.
У 1983 році Френсіс Серіо заснував Drumtech, що згодом став Tech Music School. У 2010 році BIMM придбала Tech Music School London, а 2014 року Tech Music School змінила назву на BIMM London. BIMM був придбаний Intermediate Capital Group у 2020 році.
Через зміни в студентському попиті BIMM Hamburg закрився наприкінці 2023 навчального року.

### Хронологія
- 1983 — засновано Drumtech (нині BIMM London)
- 2001 — засновано Брайтонський інститут сучасної музики
- 2008 — відкриття BIMM Bristol
- 2010 — BIMM купує Tech Music School (офіційно Drumtech)
- 2011 — відкривається BIMM Dublin (назва також змінена на Британський та Ірландський інститут сучасної музики)
- 2013 — відкриття BIMM Institute Manchester
- 2016 — відкриття BIMM Institute Berlin
- 2017 — відкриття BIMM Institute Birmingham та заснування Брайтонського інституту сучасного театрального навчання (BRICTT)
- 2018 — Інститут BIMM придбаває Brighton Film School
- 2019 — Указом Таємної ради BIMM надано повноваження присуджувати дипломи у Великої Британії. Відкривається Інститут BIMM у Гамбурзі, BRICTT стає Інститутом сучасного театру (ICTheatre), а Брайтонська кіношкола перейменовується на Школу екрану та кіно. BIMM також купує Performers College
- 2020 — BIMM купує Northern Ballet School і відкриває ICTheatre Manchester
- 2021 — відкриття Манчестерської школи екрану та кіно, Бірмінгемської школи екрану та кіно та Коледж виконавців у Бірмінгемі
- 2022 — BIMM отримує статус університету та змінює назву на BIMM University[1]

## Організація та академічне життя
Університет BIMM є другим за величиною постачальником вищої освіти креативних індустрій у Великій Британії, де навчається близько 8300 студентів. Він пропонує курси з широкого спектру предметів музики, кіно, сценічного мистецтва та творчих технологій. Курси пропонуються на бакалаврському та післядипломному рівнях.
Університет складається з чотирьох академічних шкіл: Музичний інститут BIMM, Інститут сучасного театру, Школа екрану та кіно та Коледж виконавців. Курси проводяться у восьми міських кампусах, розташованих у Великій Британії, Ірландії та Німеччині.

## Курс і акредитації
Наказом Таємної ради від 14 березня 2019 року Інституту BIMM було надано повноваження щодо присудження вчених ступенів у Великій Британії, продемонструвавши, що він відповідає критеріям, щоб стати визнаним органом для присудження ступенів у країні. Таким чином, BIMM Institute несе загальну відповідальність за академічні стандарти та якість кваліфікацій, які вони пропонують, і може присуджувати своїм власним ступеням бакалавра та магістра. Ступені BIMM раніше були акредитовані Університетом Сассекса. Курси BIMM Dublin підтверджені Технологічним університетом Дубліна.
У 2022 році Департамент освіти надав BIMM статус повного університету.

## Видатні випускники
Випускники музики
- ADONXS[9]
- Black Honey[10]
- Dani Wilde[11]
- Ed Drewett[12]
- Ella Mai[13]
- Fickle Friends[14]
- Fontaines DC[15]
- Джордж Езра[16]
- Iolanda[17][18]
- Izzy Bizu[19]
- Jann[20][21]
- Джейсон Купер[22]
- Джеймс Бей[23]
- Люк Блек[24][25]
- Luke Sital-Singh[26]
- Маріна Діамандіс[27]
- Mimi Webb[28]
- Pale Waves[29][30]
- Раян О'Шонессі[31]
- The Kooks[32]
- The Xcerts[33]
- Том Оделл[34]